# The Shirelles
The Shirelles war eine Soul-Gesangsgruppe, die vor allem in den 1960er Jahren erfolgreich war. Zu ihren größten Hits zählen Tonight’s the Night und Will You Still Love Me Tomorrow? (1960), Dedicated to the One I Love und Mama Said (1961) sowie Soldier Boy (1962).

## Bandgeschichte
Die Band wurde 1958 in Passaic (New Jersey) gegründet, als die Schulmädchen Doris Coley, Addie Harris, Shirley Owens und Beverly Lee als The Poquellos an einer Talentshow ihrer Schule teilnahmen mit dem Song I Met Him on a Sunday, den sie selbst geschrieben hatten. Eine Schulfreundin hörte den Auftritt und verschaffte den vier Sängerinnen die Möglichkeit zu einem Vorspiel bei ihrer Mutter Florence Greenberg, die ein kleines Plattenlabel leitete. Greenberg entschloss sich daraufhin, Managerin der Band zu werden, und schlug eine Änderung des Namens in „The Shirelles“ vor. Der Name setzt sich zusammen aus Owens’ Vornamen Shirley und dem Namen der Doo-Wop-Band The Chantels.
Noch im selben Jahr bekamen die Shirelles einen Vertrag bei Decca Records. I Met Him on a Sunday kam auch immerhin in die Top 50 der Charts, doch nachdem die zwei Folgesingles floppten, kündigte Decca der Band. Daraufhin verschaffte Greenberg der Band einen Vertrag bei ihrem eigenen Label Scepter Records und konnte Luther Dixon als Produzenten für die nächsten Aufnahmen gewinnen. Dedicated for the One I Love platzierte sich zunächst nur kurzzeitig auf unteren Rängen der Popcharts, Tonight’s the Night kam 1960 immerhin in die Top 20 der R&B-Charts. Doch den Durchbruch hatten die Shirelles erst Ende des Jahres mit der Gerry Goffin-/Carole-King-Komposition Will You Love Me Tomorrow.
Der Song kam an die Spitze der Popcharts und schaffte Platz 2 in den R&B-Charts. Als Folge dessen kam Dedicated to the One I Love 1961 doch noch in die Top 5 sowohl der Pop- als auch der R&B-Charts, Mama Said gelang dasselbe und Big John erreichte Platz 2. 1962 konnten die Shirelles ihren Erfolg fortsetzen: Der Greenberg-/Dixon-Song Soldier Boy wurde ein weiterer Nummer-eins-Hit und auch Baby It’s You, später von den Beatles gecovert, kam in die Top 10. Doch wenig später verließ Dixon das Label. Den Shirelles gelang 1963 noch ein weiterer Top-10-Hit mit Foolish Little Girl, dann verebbte der Erfolg zunächst.
In der Folgezeit machte die Band Aufnahmen für den Film It’s a Mad, Mad, Mad, Mad World und half Dionne Warwick bei ihren ersten Erfolgen. Owens und Coley nahmen sich eine kurze Auszeit, um zu heiraten. Inzwischen begannen britische Bands immer wieder Songs der Shirelles zu covern: Neben Baby It’s You veröffentlichten die Beatles 1963 auch eine Version des 1960er-Jahre-Titels Boys, und Manfred Mann machten Sha La La zu einem Hit. Die Shirelles selbst kamen noch einige Male in untere Regionen der Charts, das letzte Mal 1967 mit Last Minute Miracle.
Coley, die inzwischen Doris Kenner-Jackson hieß, verließ die Band einige Zeit später, um sich ihrer Familie zu widmen. Die drei übrigen Bandmitglieder blieben zusammen und machten Anfang der 1970er Jahre weiterhin Aufnahmen, ohne nennenswerte Erfolge zu ernten. 1975 kehrte auch Owens, deren Name inzwischen Shirley Alston war, der Band den Rücken, um eine Solo-Karriere zu starten; dafür kam Kenner-Jackson zurück. Nachdem Harris am 10. Juni 1982 während eines Konzertes in Atlanta an einem Herzinfarkt starb, entschloss sich die Band zu einer Trennung. Das letzte Mal, dass die drei übrigen ehemaligen Mitglieder zusammenspielten, war 1983 auf einer Dionne Warwick-Aufnahme. 1996 wurden die Shirelles in die Rock and Roll Hall of Fame aufgenommen.
Der Rolling Stone listete die Shirelles auf Rang 76 der 100 größten Musiker aller Zeiten.

## Diskografie

### Studioalben
| Jahr | Titel               | Höchstplatzierung, Gesamtwochen, AuszeichnungChartsChartplatzierungen (Jahr, Titel, Platzierungen, Wochen, Auszeichnungen, Anmerkungen) | Anmerkungen                |
| Jahr | Titel               | US | Anmerkungen                |
| ---- | ------------------- | --- | -------------------------- |
| 1962 | Baby It’s You       | US59 (13 Wo.)US | Erstveröffentlichung: 1962 |
| 1963 | Foolish Little Girl | US68 (9 Wo.)US | Erstveröffentlichung: 1963 |

Weitere Studioalben
- 1961: Tonight’s the Night
- 1961: Sing to Trumpets and Strings
- 1962: Give a Twist Party (mit King Curtis)
- 1963: It’s a Mad, Mad, Mad, Mad World
- 1965: Hear & Now
- 1965: Swing the Most
- 1967: Spontaneous Combustion
- 1968: Eternally Soul (mit King Curtis)
- 1971: Happy and in Love
- 1972: The Shirelles
- 1972: Remember When – Volume 1

### Kompilationen
| Jahr | Titel                        | Höchstplatzierung, Gesamtwochen, AuszeichnungChartsChartplatzierungen (Jahr, Titel, Platzierungen, Wochen, Auszeichnungen, Anmerkungen) | Anmerkungen                |
| Jahr | Titel                        | US | Anmerkungen                |
| ---- | ---------------------------- | --- | -------------------------- |
| 1963 | The Shirelles’ Greatest Hits | US19 (49 Wo.)US | Erstveröffentlichung: 1963 |

Weitere Kompilationen
- 1963: Hits
- 1964: Sing the Golden Oldies
- 1967: The Shirelles’ Greatest Hits Vol II.
- 1972: Remember When (2 LPs)
- 1972: Sweet Soul from the Shirelles (2 LPs)
- 1972: The Best of the Shirelles (in DE 1976 als Boys erschienen)
- 1973: Golden Hour of the Shirelles’ Greatest Hits
- 1973: Sing Their Very Best
- 1975: The Very Best of the Shirelles
- 1977: 16 Greatest Hits
- 1980: To Know Him Is to Love Him
- 1981: Juke Box Giants: 20 Hits of the Shirelles
- 1981: The Shirelles
- 1983: The Shirelles Greatest Hits
- 1984: Anthology 1959–1964 (2 LPs)
- 1984: Soulfully Yours
- 1985: Mama Said
- 1985: Sha La La La La
- 1986: The 21 Greatest Hits
- 1987: Lost and Found
- 1988: Will You Love Me Tomorrow
- 1989: Dedicated to You
- 1990: Greatest Hits
- 1990: The Collection
- 1991: The Fabulous Shirelles
- 1994: The World’s Greatest Girls Group (2 CDs)
- 1994: Lost & Found: Rare & Previously Unissued
- 1994: For Collectors Only (3 CDs)
- 1994: The Very Best of the Shirelles
- 1995: Greatest Hits
- 1996: The Definitive Collection (2 CDs)
- 1997: The Masters
- 1999: Greatest Hits: The Scepter Years
- 2001: The Shirelles
- 2005: Will You Love Me Tomorrow?: The Anthology (2 CDs)
- 2012: Will You Love Me Tomorrow: The Scepter and Top Rank Records Story (2 CDs)
- 2013: The Shirelles Forever
- 2013: Two Classic Albums Plus Singles (2 CDs)
- 2015: The Singles Collection

### Singles
| Jahr | Titel Album                                              | Höchstplatzierung, Gesamtwochen, AuszeichnungChartplatzierungen (Jahr, Titel, Album, Platzierungen, Wochen, Auszeichnungen, Anmerkungen) | Höchstplatzierung, Gesamtwochen, AuszeichnungChartplatzierungen (Jahr, Titel, Album, Platzierungen, Wochen, Auszeichnungen, Anmerkungen) | Höchstplatzierung, Gesamtwochen, AuszeichnungChartplatzierungen (Jahr, Titel, Album, Platzierungen, Wochen, Auszeichnungen, Anmerkungen) | Anmerkungen |
| Jahr | Titel Album                                              | UK | US | R&B | Anmerkungen |
| ---- | -------------------------------------------------------- | --- | --- | --- | --- |
| 1958 | I Met Him on a Sunday (Ronde-Ronde) –                    | — | US50 (10 Wo.)US | — | Erstveröffentlichung: Februar 1958 Autoren: Addie Harris, Beverly Lee, Doris Coley, Shirley Owens |
| 1959 | Dedicated to the One I Love Tonight’s the Night          | — | US3 (20 Wo.)US | R&B2 (9 Wo.)R&B | Erstveröffentlichung: Mai 1959 R&B Hall of Fame R&B-Charteinstieg und Top 10 der Hot 100 erst 1961 Autoren: Ralph Bass, Lowman Pauling Original: The "5" Royales, 1957                                           |
| 1960 | Tonight’s the Night                                      | — | US39 (12 Wo.)US | R&B14 (9 Wo.)R&B | Erstveröffentlichung: April 1960 Platz 409 der Rolling Stone 500 (Liste 2010) Autoren: Luther Dixon, Shirley Owens                                                                                               |
| 1960 | Will You Love Me Tomorrow? Tonight’s the Night           | UK4 Silber · (15 Wo.)UK | US1 (19 Wo.)US | R&B2 (12 Wo.)R&B | Erstveröffentlichung: November 1960 Grammy Hall of Fame + R&B Hall of Fame Platz 126 der Rolling Stone 500 (Liste 2010) Platz 179 der Songs of the Century (RIAA, Liste 2001) Autoren: Gerry Goffin, Carole King |
| 1961 | Mama Said Sing to Trumpets and Strings                   | — | US4 (11 Wo.)US | R&B2 (8 Wo.)R&B | Erstveröffentlichung: April 1961 Autoren: Willie Denson, Luther Dixon |
| 1961 | A Thing of the Past Baby It’s You                        | — | US41 (8 Wo.)US | R&B26 (2 Wo.)R&B | B-Seite von What a Sweet Thing That Was Autoren: Bob Brass, Irwin Levine |
| 1961 | What a Sweet Thing That Was Sing to Trumpets and Strings | — | US54 (6 Wo.)US | — | Erstveröffentlichung: Juni 1961 Autoren: Gerry Goffin, Carole King |
| 1961 | Big John (Ain’t You Gonna Marry Me) Baby It’s You        | — | US21 (9 Wo.)US | R&B2 (9 Wo.)R&B | Erstveröffentlichung: September 1961 Autoren: Amiel Summers, John Patton |
| 1961 | Baby It’s You                                            | — | US8 (14 Wo.)US | R&B3 (13 Wo.)R&B | Erstveröffentlichung: November 1961 Autoren: Mack David, Barney Williams, Burt Bacharach |
| 1962 | Soldier Boy Baby It’s You                                | UK23 (9 Wo.)UK | US1 (14 Wo.)US | R&B3 (13 Wo.)R&B | Erstveröffentlichung: März 1962 Autoren: Luther Dixon, Florence Green |
| 1962 | Welcome Home Baby Give a Twist Party                     | — | US22 (8 Wo.)US | R&B20 (6 Wo.)R&B | Erstveröffentlichung: Juni 1962 Autor: Luther Dixon |
| 1962 | Stop the Music The Shirelles’ Greatest Hits              | — | US36 (8 Wo.)US | — | Erstveröffentlichung: August 1962 Autoren: Willie Denson, Van McCoy |
| 1962 | Everybody Loves a Lover The Shirelles’ Greatest Hits     | — | US19 (12 Wo.)US | R&B15 (7 Wo.)R&B | Erstveröffentlichung: November 1962 Autoren: Richard Adler, Robert Allen Original: Doris Day und Frank De Vol, 1958                                                                                              |
| 1963 | Foolish Little Girl                                      | UK38 (5 Wo.)UK | US4 (14 Wo.)US | R&B9 (11 Wo.)R&B | Erstveröffentlichung: 23. März 1963 Autoren: Helen Miller, Howard Greenfield |
| 1963 | Not for All the Money in the World Foolish Little Girl   | — | US100 (1 Wo.)US | — | B-Seite von Foolish Little Girl Autoren: Lee Porter, Ron Miller |
| 1963 | Don’t Say Goodnight and Mean Goodbye Foolish Little Girl | — | US26 (9 Wo.)US | — | Erstveröffentlichung: Juni 1963 Autoren: Charles Partee, Joe de Angelis |
| 1963 | What Does a Girl Do? Swing the Most                      | — | US53 (6 Wo.)US | — | Erstveröffentlichung: August 1963 Autor: Ed Townsend |
| 1963 | It’s a Mad, Mad, Mad, Mad World                          | — | US92 (2 Wo.)US | — | Erstveröffentlichung: Oktober 1963 Autoren: Ernest Gold, Mack David |
| 1963 | 31 Flavors It’s a Mad, Mad, Mad, Mad World               | — | US97 (1 Wo.)US | — | B-Seite von It’s a Mad, Mad, Mad, Mad World Autoren: Ernest Gold, Mack David |
| 1964 | Tonight You’re Gonna Fall in Love with Me Hear & Now     | — | US57 (5 Wo.)US | R&B4 (10 Wo.)R&B | Erstveröffentlichung: Dezember 1963 Autoren: Art Kornfeld, Toni Wine |
| 1964 | Sha-La-La Hear & Now                                     | — | US69 (4 Wo.)US | R&B15 (9 Wo.)R&B | Erstveröffentlichung: März 1964 Autoren: Luther Dixon, Robert Mosely, Curtis Ousley, Robert Taylor |
| 1964 | Thank You Baby The Shirelles’ Greatest Hits Vol II       | — | US63 (7 Wo.)US | — | Erstveröffentlichung: Juli 1964 Autor: Beverly Lee |
| 1964 | Maybe Tonight Hear & Now                                 | — | US88 (2 Wo.)US | — | Erstveröffentlichung: Oktober 1964 Autor: Van McCoy |
| 1964 | Are You Still My Baby –                                  | — | US91 (4 Wo.)US | R&B37 (3 Wo.)R&B | Erstveröffentlichung: Dezember 1964 Autor: Charlie Rich |
| 1967 | Last Minute Miracle Spontaneous Combustion               | — | US99 (2 Wo.)US | R&B41 (5 Wo.)R&B | Erstveröffentlichung: 26. Juni 1967 Autoren: George Kerr, Gerald Harris |

Weitere Singles
- 1958: My Love Is a Charm
- 1958: I Got the Message
- 1959: Doin’ the Ronde
- 1960: Please Be My Boyfriend
- 1960: The Dance Is Over
- 1965: Shhh, I’m Watching the Movie
- 1965: March (You’ll Be Sorry)
- 1965: My Heart Belongs to You
- 1966: I Met Him on a Sunday – ’66
- 1966: Que Sera, Sera
- 1966: When the Boys Talk About the Girls
- 1966: After Midnight (Promo)
- 1966: Teasin’ Me
- 1967: Don’t Go Home (My Little Darlin’)
- 1967: Bright Shiny Colors
- 1968: Wild and Sweet
- 1968: Don’t Mess with Cupid
- 1968: Call Me (If You Want Me)
- 1969: A Most Unusual Boy (als Shirley and the Shirelles)
- 1969: Playthings (als Shirley and the Shirelles)
- 1969: Go Away and Find Yourself (als Shirley and the Shirelles)
- 1970: There Goes My Baby – Be My Baby
- 1970: It’s Gonna Take a Miracle